# Frank Meyer (Mediziner)
Frank Meyer (* 16. August 1960 in Köthen) ist ein deutscher Gesundheitsautor.

## Leben
Frank Meyer ist aufgewachsen in Ost-Berlin. Er legte 1978 das Abitur an der 2. Erweiterten Oberschule in Berlin-Mitte ab. Anschließend absolvierte er ein obligatorisches Vorbereitungsjahr zum Medizinstudium an der Charité in Berlin. Seit seiner Flucht aus der DDR im Jahre 1980 lebt er in der Metropolregion Nürnberg. Er ist verheiratet und hat zwei Töchter.
Von 1980 bis 1987 studierte er Medizin an der Friedrich-Alexander-Universität Erlangen-Nürnberg und erhielt nach seiner Promotion 1987 die Approbation als Arzt. Er ist, nach sieben Jahren Kliniktätigkeit, seit 1994 als Hausarzt in Nürnberg niedergelassen.
Seit 1980 ist er zu anthroposophischen, kulturellen und gesundheitlichen Themen publizistisch tätig, überwiegend für die Zeitschrift Info3 – Anthroposophie im Dialog. In dieser Tätigkeit führte er Interviews unter anderem mit Joseph Beuys, Diether Rudloff sowie Antoni Tàpies. Von 1982 bis 1985 war er Redakteur und Mitherausgeber der Zeitschrift Beiträge aus der anthroposophischen Studentenarbeit. Er ist Autor mehrerer Bücher zu medizinischen Themen.
Seit 2001 ist er Vortragsredner und Dozent auf Ärztekongressen zu Gesundheitsthemen wie Stress, Anthroposophischer Medizin, Selbstregulation, Achtsamkeit und Heilpflanzen.

## Schriften
- Beiträge in: Die unsichtbare Skulptur. Zum erweiterten Kunstbegriff von Joseph Beuys. Urachhaus, Stuttgart 1989, ISBN 3-87838-608-7.
- Beitrag in: Die Kunst des sozialen Bauens: Beiträge zu Wilhelm Schmundt. FIU-Verlag, Achberg 1992, ISBN 978-3928780056.
- Geist und Gehirn. Beiträge zu einem monistischen Verständnis. In: Schriftenreihe KONTEXT, Band 2. Info 3-Verlag 2001, ISBN 978-3924391256.
- Besser leben durch Selbstregulation. Info 3, Frankfurt am Main 2008, ISBN 978-3-924391-38-6.
- mit Michael Straub: Die magischen 11 der heilenden Pflanzen. Gräfe und Unzer, München 2011, ISBN 978-3-8338-2326-8.
- Beiträge in: Leitfaden Naturheilkunde: Methoden, Konzepte und praktische Anwendung. Urban & Fischer Verlag, Elsevier 2012, ISBN 978-3437551345.
- Das Geheimnis der Metalle: Vom Mythos zur praktischen Anwendung in der Anthroposophischen Medizin. Info 3, Frankfurt am Main 2012, ISBN 978-3-924391-64-5.
- Burnout: neue Kraft schöpfen. Gräfe und Unzer, München 2013, ISBN 978-3-8338-2839-3.